# Jarmila Novotná
Jarmila Novotná (Praga, 23 de Setembro de 1907 — 9 de Fevereiro de 1994) foi uma celebrada soprano checa e, de 1940 até 1956, foi a estrela do Metropolitan Opera de Nova Iorque.

## Biografia
Jarmila Novotná foi aluna de Emmy Destinn. Novotná fez sua estréia operística na Casa de Ópera de Praga, no dia 28 de Junho de 1925, como Marenka de The Bartered Bride de Bedřich Smetana. Seis dias depois, ela cantou como Violetta de La Traviata de Giuseppe Verdi. Em 1928 ela estrelou no Teatro de Verona como Gilda, ao lado de Giacomo Lauri-Volpi na ópera Rigoletto (Verdi) e no Teatro Nacional de São Carlos em Nápoles como Adina ao lado de Tito Schipa em L'Elisir D'Amore de Donizetti. Em 1929 ela trabalhou na Ópera Kroll de Berlim, onde ela cnatou como Violetta, como também o papel título de Manon Lescaut e Madama Butterfly.
Em 1934 ela mudou-se de Berlim para Viena, onde ela interpretou o papel título de Giuditta em Lehár. Seu imenso sucesso no papel fez com que ela assinasse um contrato com a Ópera Estatal de Viena, onde ela foi nomeada Kammersängerin. Ela apareceu como Pamina na ópera Die Zauberflöte de Wolfgang Amadeus Mozart no Festival e Salzburgo, conduzido por Arturo Toscanini. No dia 5 de Janeiro de 1940, Novotná fez sua estréia no Metropolitan Opera como Mimí em La Bohème de Puccini. Ela também apareceu em doze outros papéis no Metropoitan, como Euridice, Violetta, Cherubino, Manon, Marenka, Donna Elvira, Pamina, Octavian, Antonia, Freia, Mélisande e Count Orlofsky. Das suas duzentas e oito apresentações, apenas cento e três foram com os papéis de Count Orlofsky, Cherubino e Octavian.